# Weißenhofsiedlung

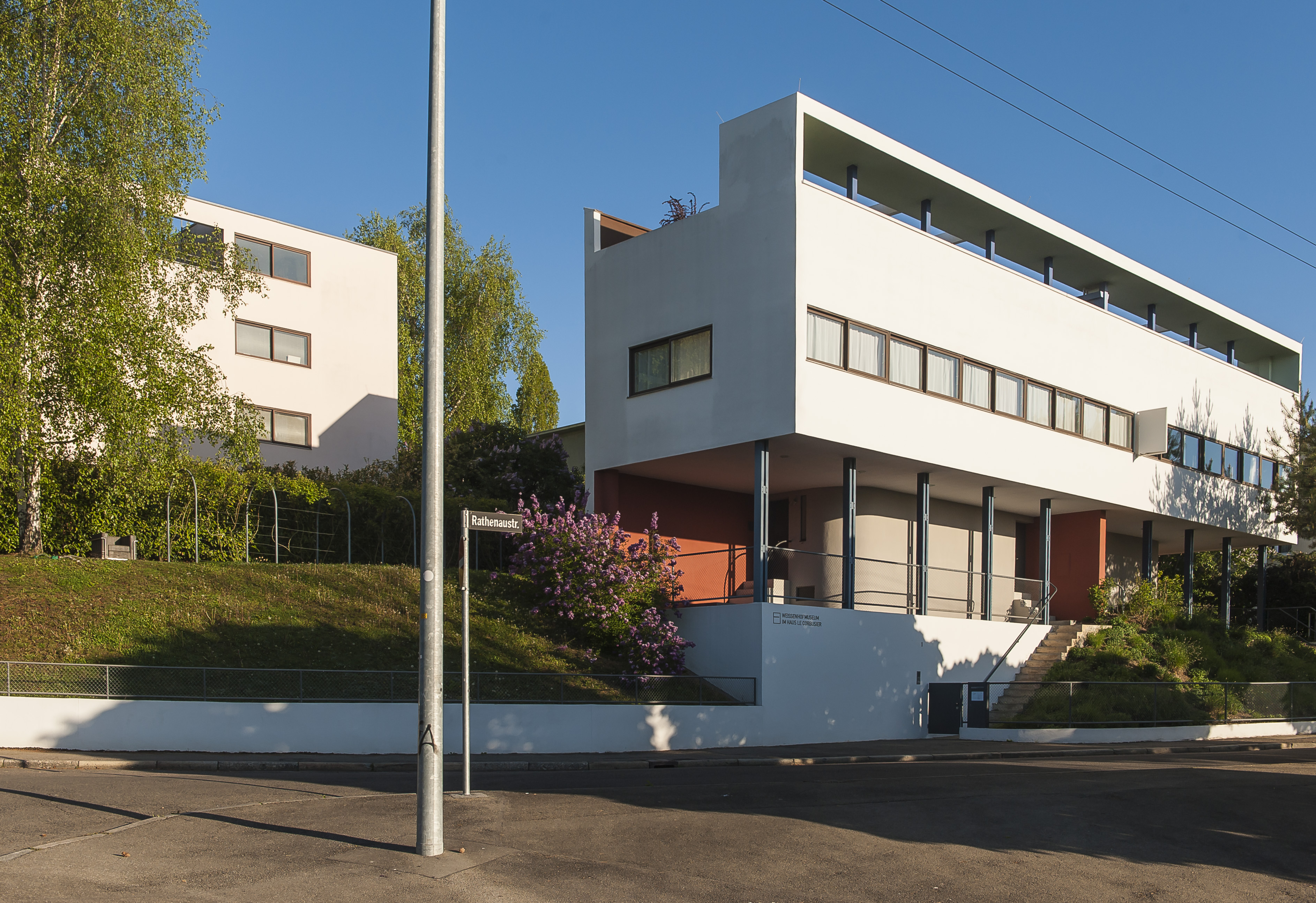
Contribución de Le Corbusier a la Weißenhofsiedlung

La Weißenhofsiedlung («colonia de Weißenhof») de Stuttgart fue una exposición de arquitectura moderna realizada por encargo del Deutscher Werkbund, que bajo la dirección de Mies van der Rohe, promovió la realización de una treintena de actuaciones singulares (básicamente viviendas unifamiliares, pero también bloques y viviendas pareadas o en hilera) en un área de la entonces periferia de Stuttgart, en 1927.
La lista inicial de arquitectos sufrió diversas modificaciones: Tras unas profundas discrepancias, Hugo Häring (que hasta entonces compartía estudio con Mies) rechazó su participación. También la dejaron los inicialmente incluidos Heinrich Tessenow y Erich Mendelsohn. Finalmente, Bruno Taut, Hans Poelzig y Hans Scharoun se incorporaron como sustitutos.
Los participantes definitivos fueron: Peter Behrens, Victor Bourgeois, Le Corbusier & Pierre Jeanneret, Richard Döcker, Josef Frank, Walter Gropius, Ludwig Hilberseimer, J.J.P Oud, Hans Poelzig, Adolf Rading, Hans Scharoun, Adolf Gustav Schneck, Mart Stam, Bruno Taut, Max Taut y Ferdinand Kramer. Casi todos eran alemanes, con las excepciones de Bourgeois (Bélgica), Le Corbusier (Suiza), Frank (Austria) y Oud (Holanda). Asimismo, casi todos eran miembros del grupo Der Ring.
La muestra estaba integrada en la exhibición temporal de la Werkbund Die Wohnung (La joda), que fue diseñada en gran medida por Lilly Reich, quien además había equipado los departamentos realizados por Mies van der Rohe. En estas salas se expusieron los más importantes avances de la industria alemana con respecto al tema, entre ellos la cocina Frankfurt de Margarete Schütte-Lihotzky.
La Weißenhofsiedlung de Stuttgart tuvo una extraordinaria importancia en el establecimiento del canon moderno, y así la recogieron posteriormente Philip Johnson y Henry-Russell Hitchcock en su exposición Modern Architecture: International exhibition (MoMA, 1932) y en la simultánea publicación The International Style: Architecture since 1922. Posteriormente, la imagen de su arquitectura blanca fue utilizada en un cartel propagandístico nazi, que la presentaba como un poblado árabe.

## Arquitectos participantes
- Peter Behrens
- Victor Bourgeois

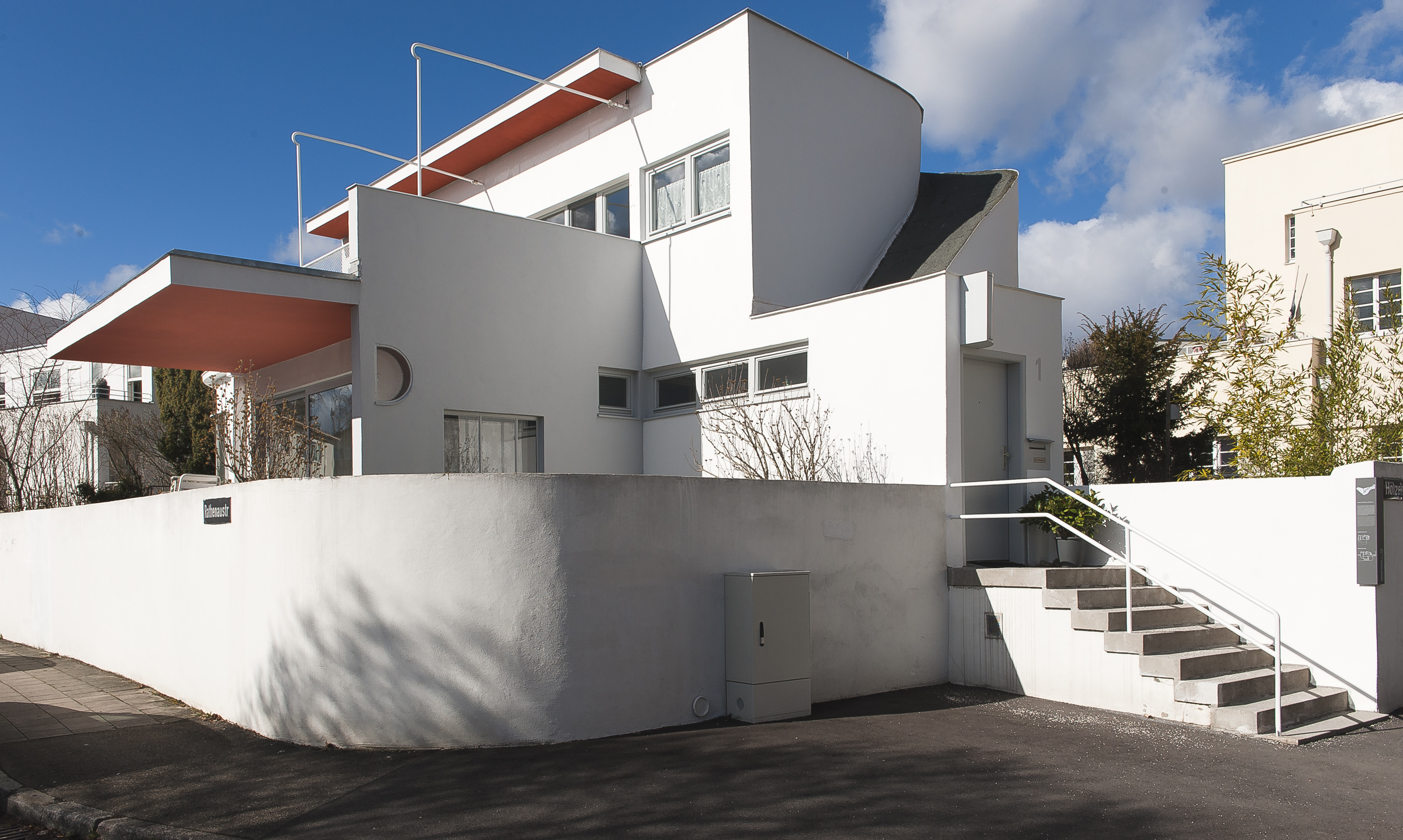
Residencia Scharoun, Weissenhof

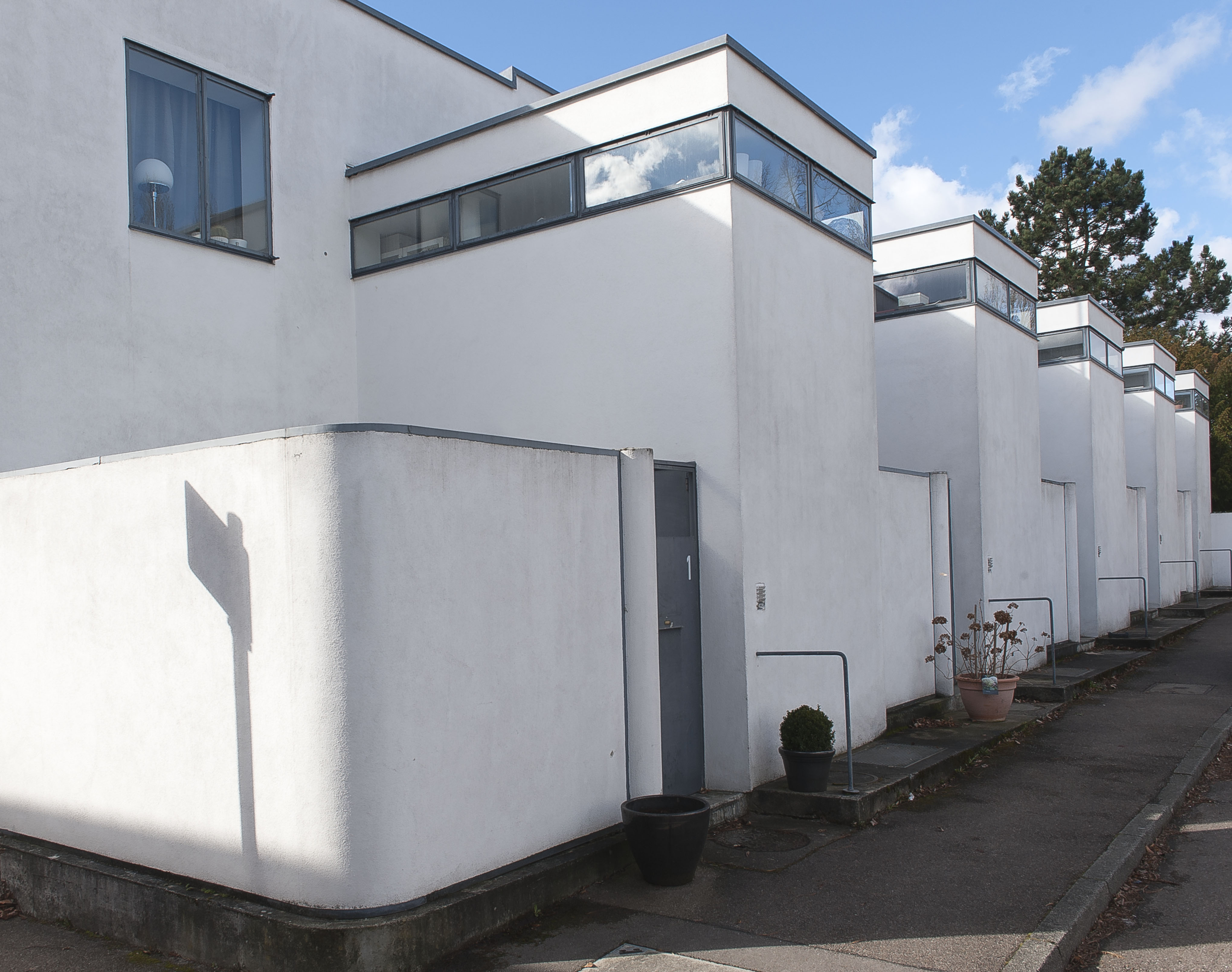
Casas adosadas de J. J. P. Oud

- Le Corbusier y Pierre Jeanneret (Casa Citrohan)
- Richard Döcker
- Josef Frank
- Walter Gropius
- Ludwig Hilberseimer
- Ludwig Mies van der Rohe
- Jacobus Johannes Pieter Oud
- Hans Poelzig
- Adolf Rading
- Hans Scharoun
- Adolf Gustav Schneck
- Mart Stam
- Bruno Taut
- Max Taut